# Óhegy (Budapest)
Óhegy Budapest egyik városrésze a X. kerületben. Itt található az Óhegy park.

## Fekvése
Határai: Maglódi út a Jászberényi úttól – Sibrik Miklós út – a MÁV szolnoki vonala – Liget tér – Kőrösi Csoma Sándor sétány – Kőrösi Csoma út – Jászberényi út a Maglódi útig.

## Története
A városrész magja a 148 m magas Ó-hegy, amelyet a 19. században még többnyire nagy kiterjedésű szőlőültetvények borítottak. Később hozzácsatolták az Óhegydűlőt, vagyis a Gyömrői út és a Ferihegyi repülőtérre vezető út közötti területet. A lakótelep több ütemben 1970-1990 között épült.

## Galéria

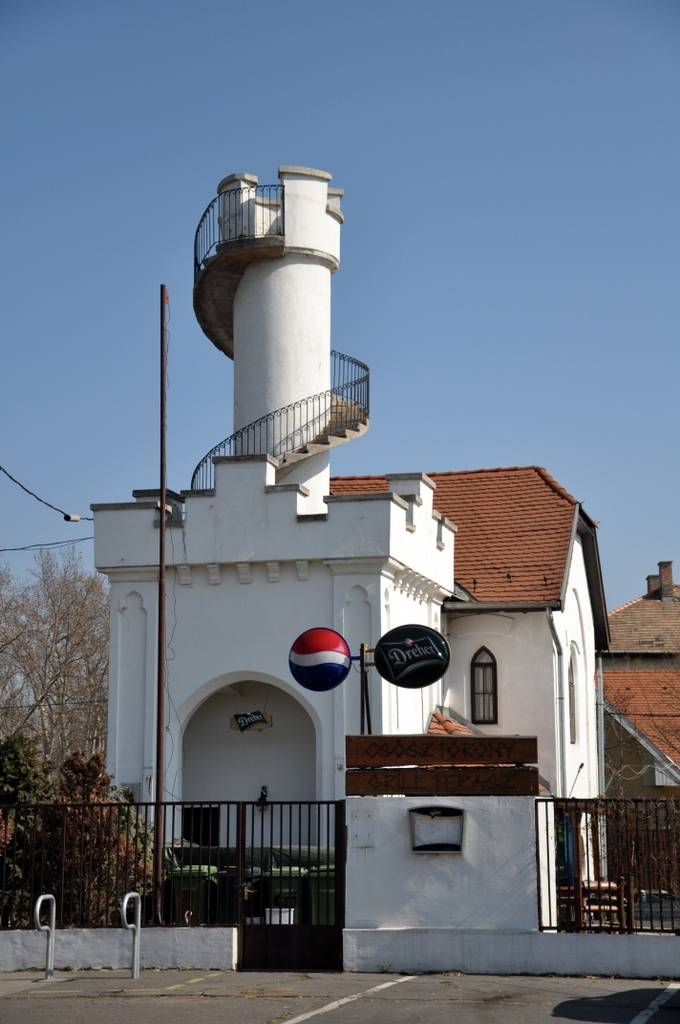
Csősztorony
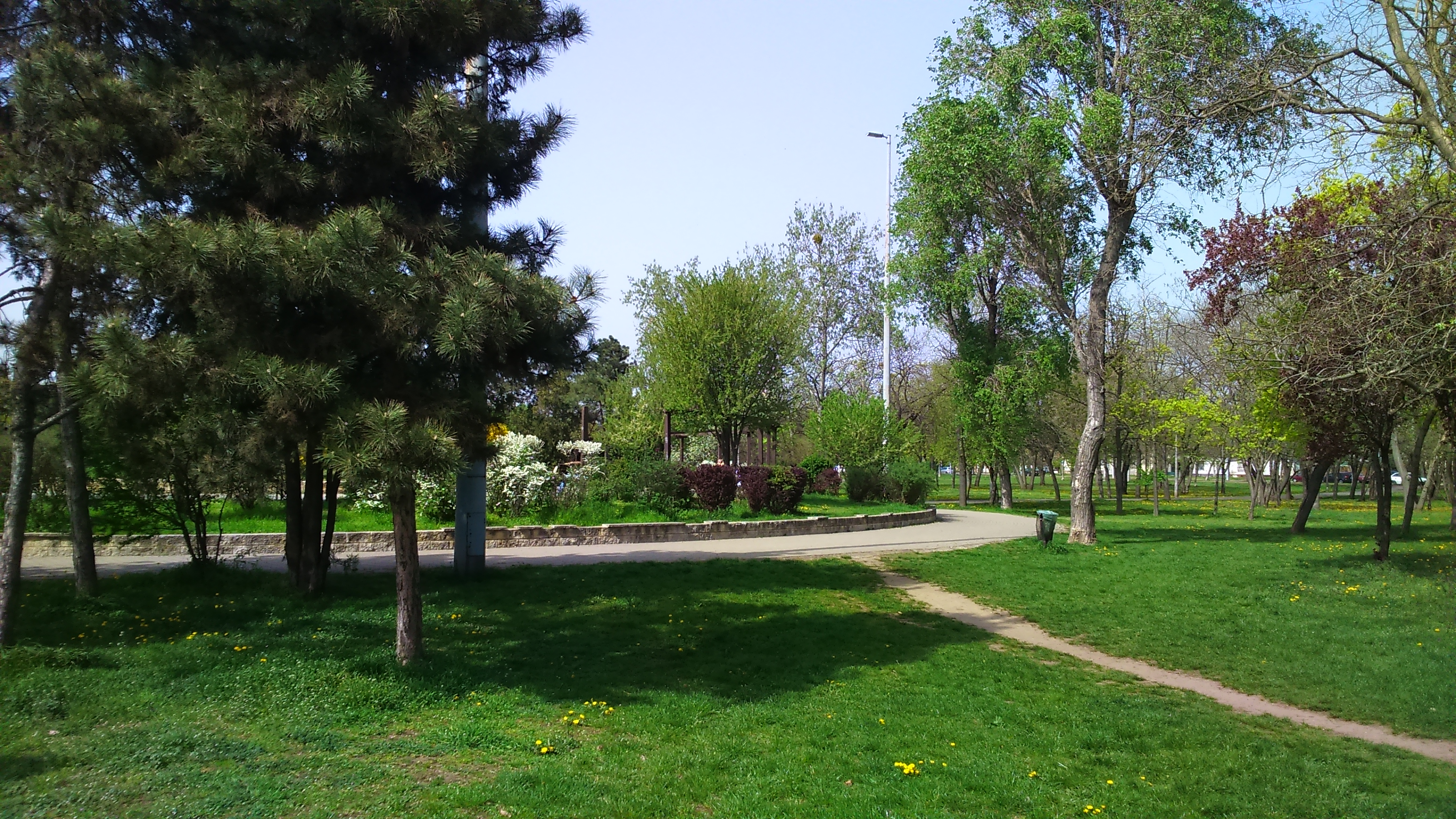
Óhegy park
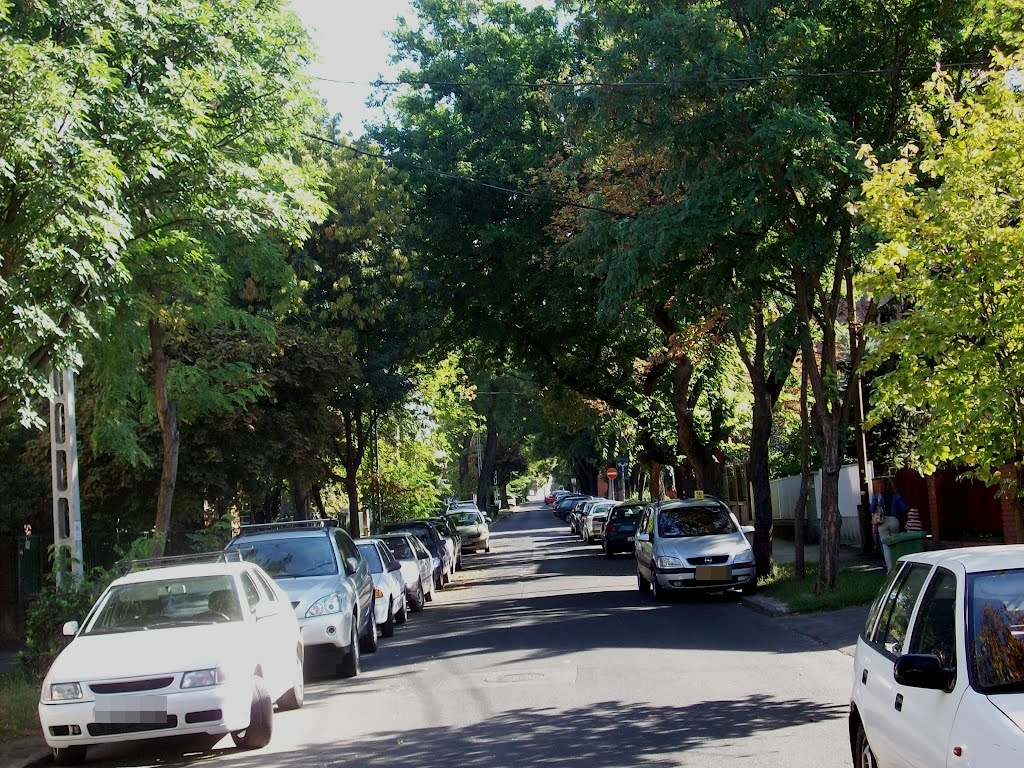
A Lavotta utca
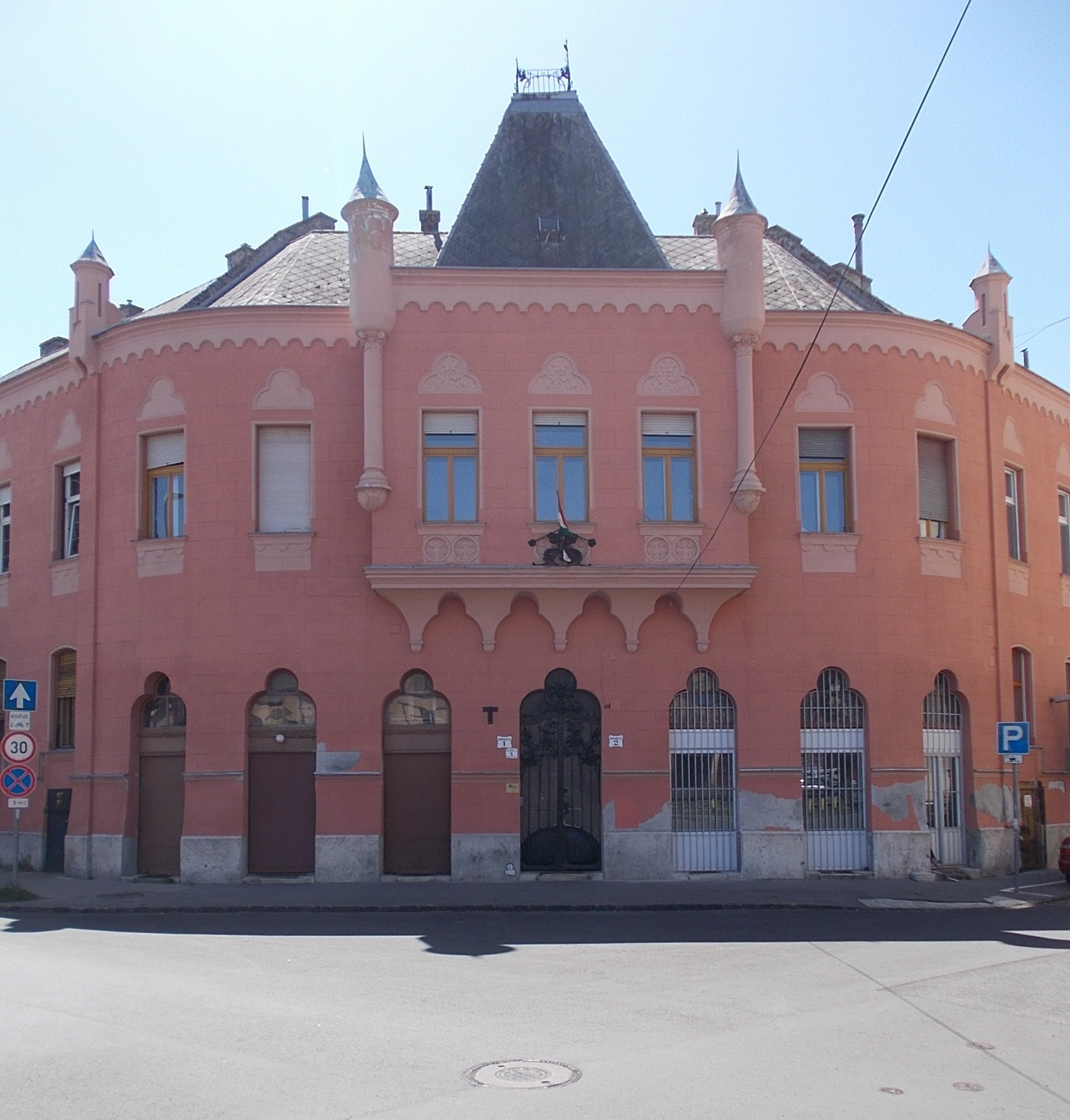
Gergely utca 1 - lakóépület
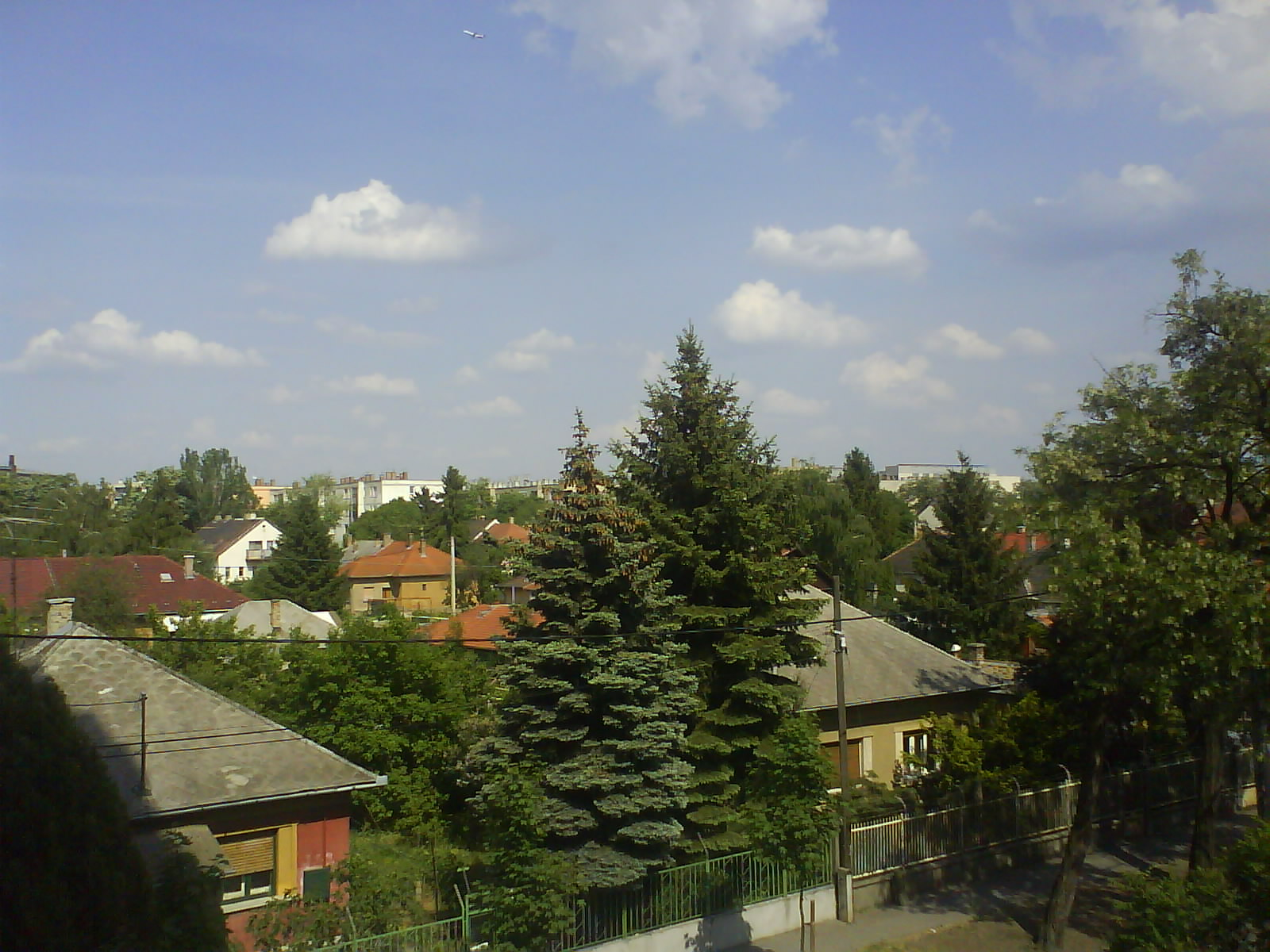
Óhegy egyik főútja, az egyirányú Mádi utca
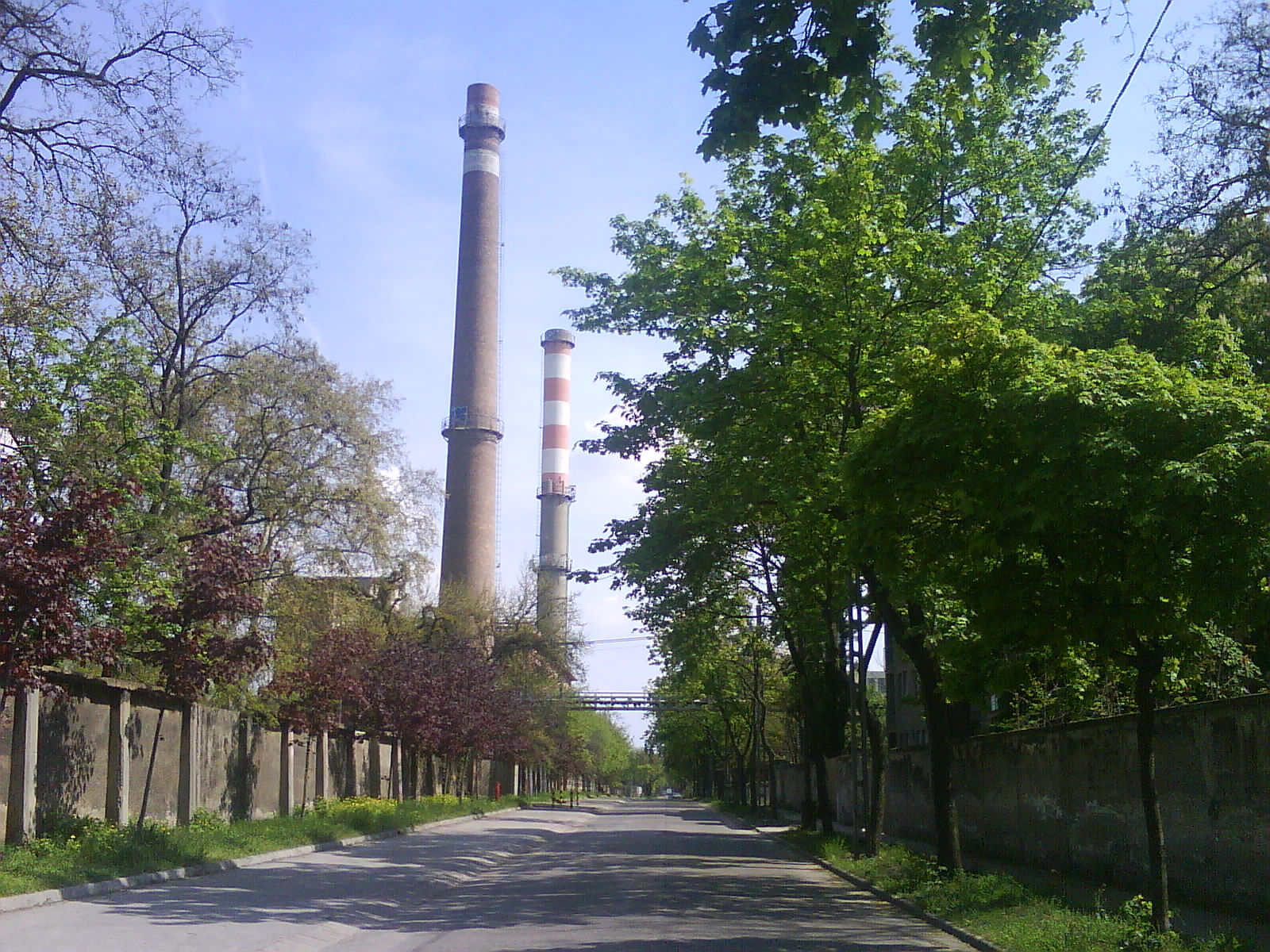
A Sörgyár utca
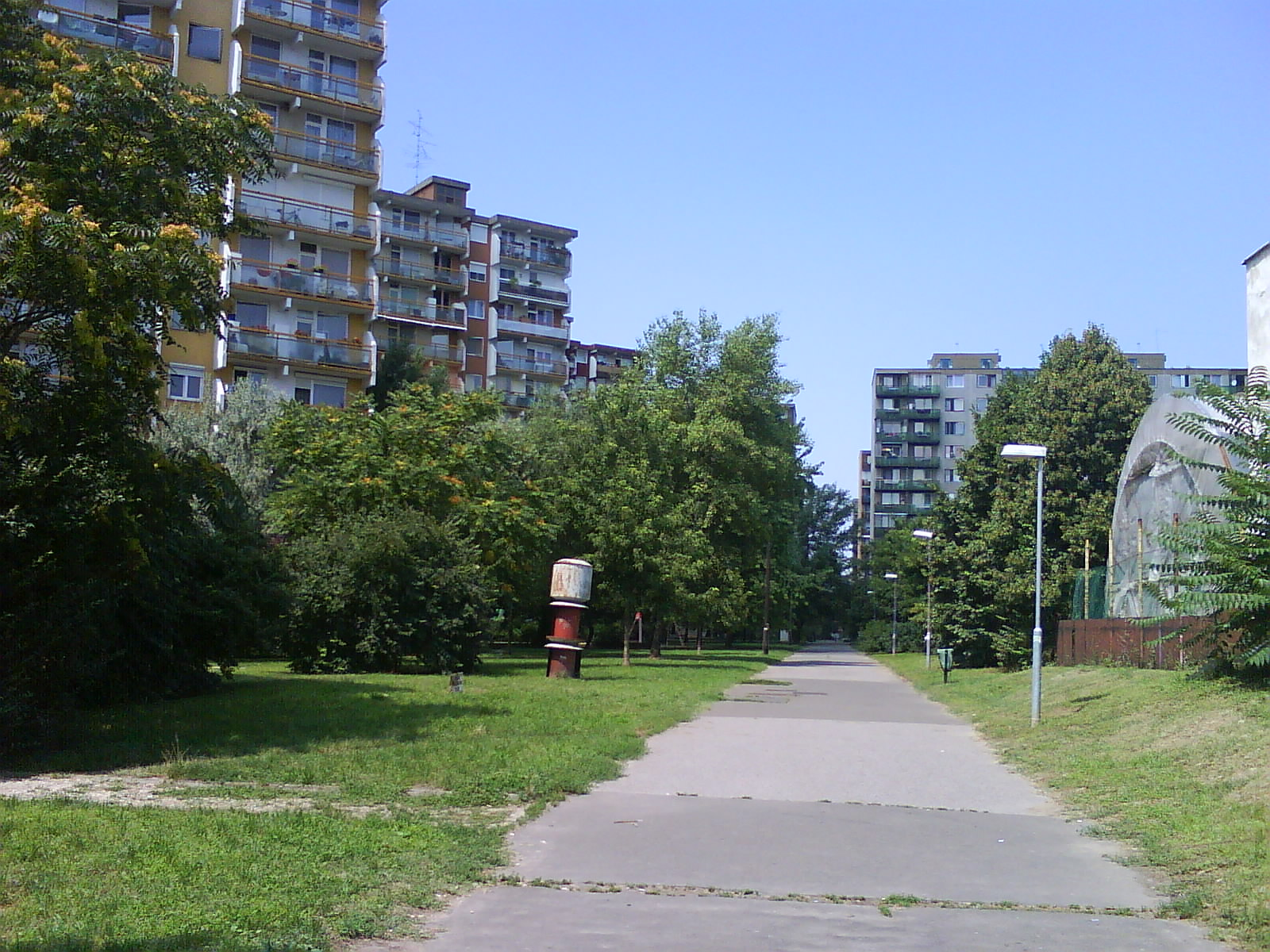
A Mádi sétány
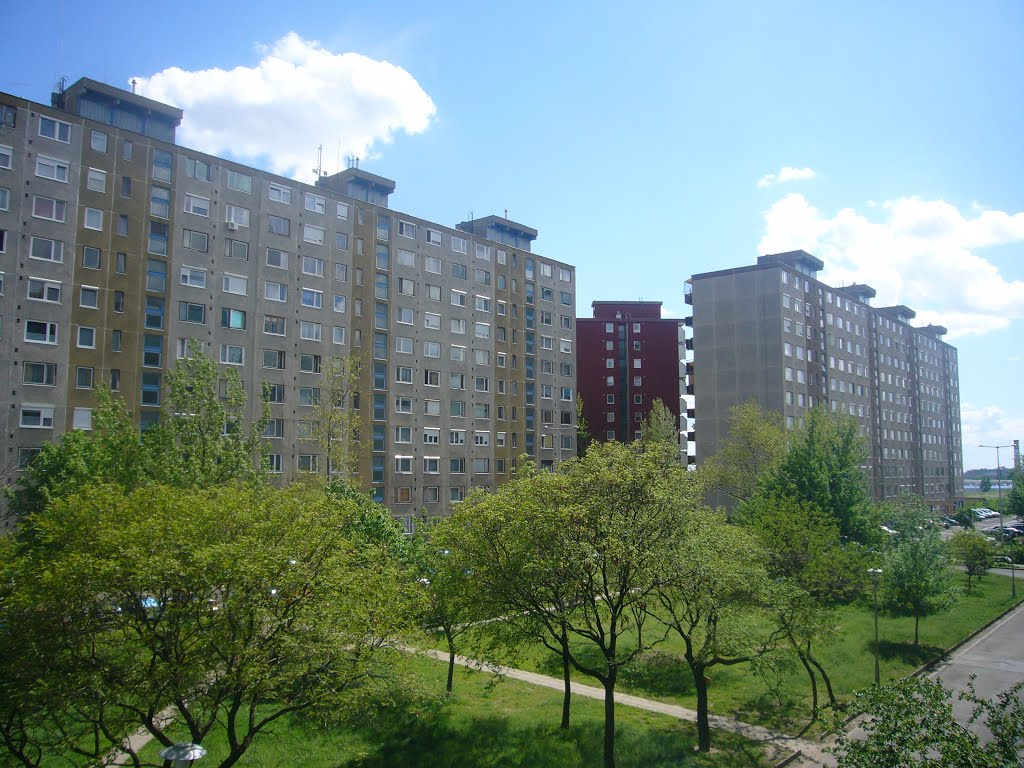
A Mádi utca nyáron
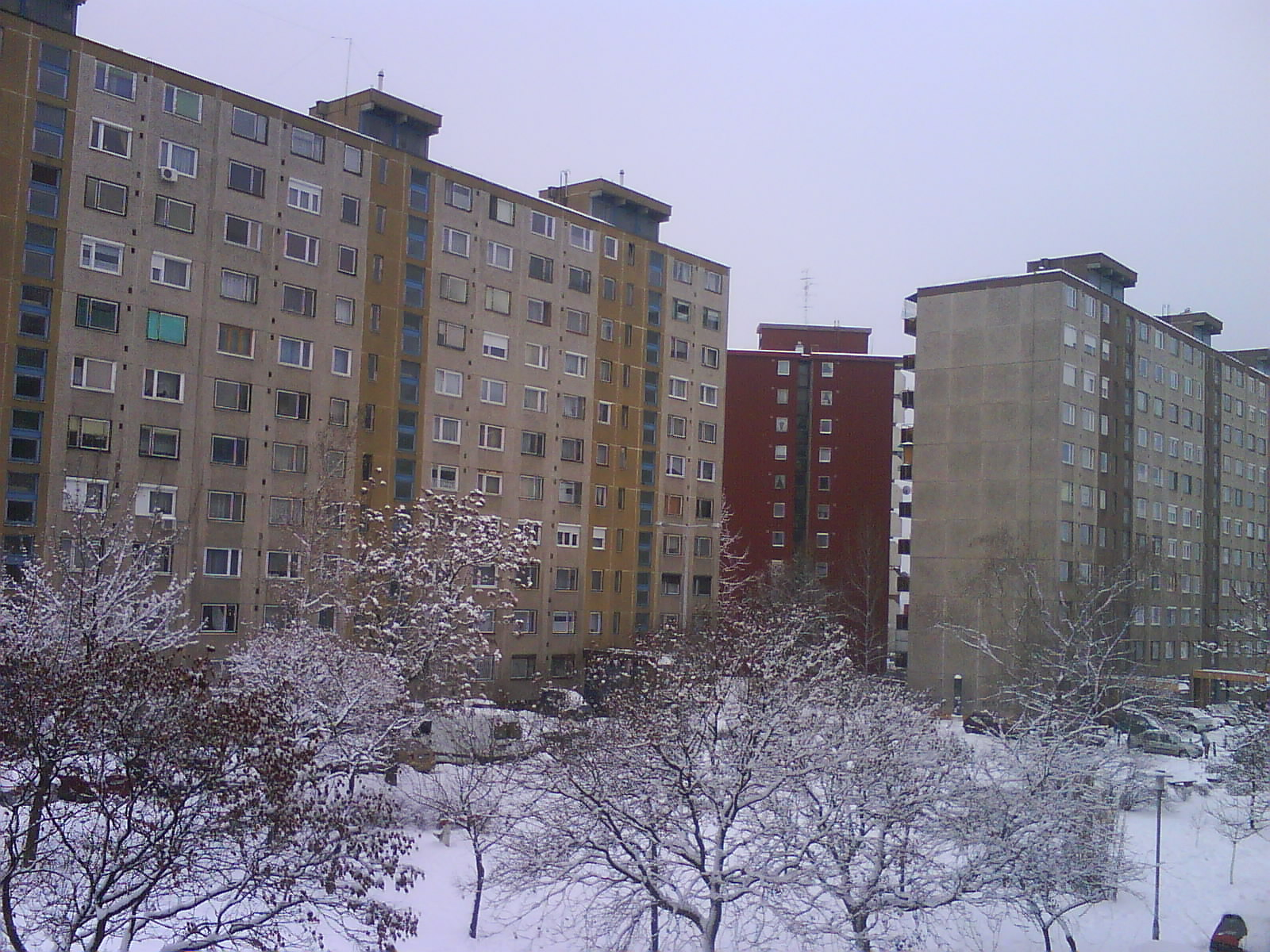
A Mádi utca télen
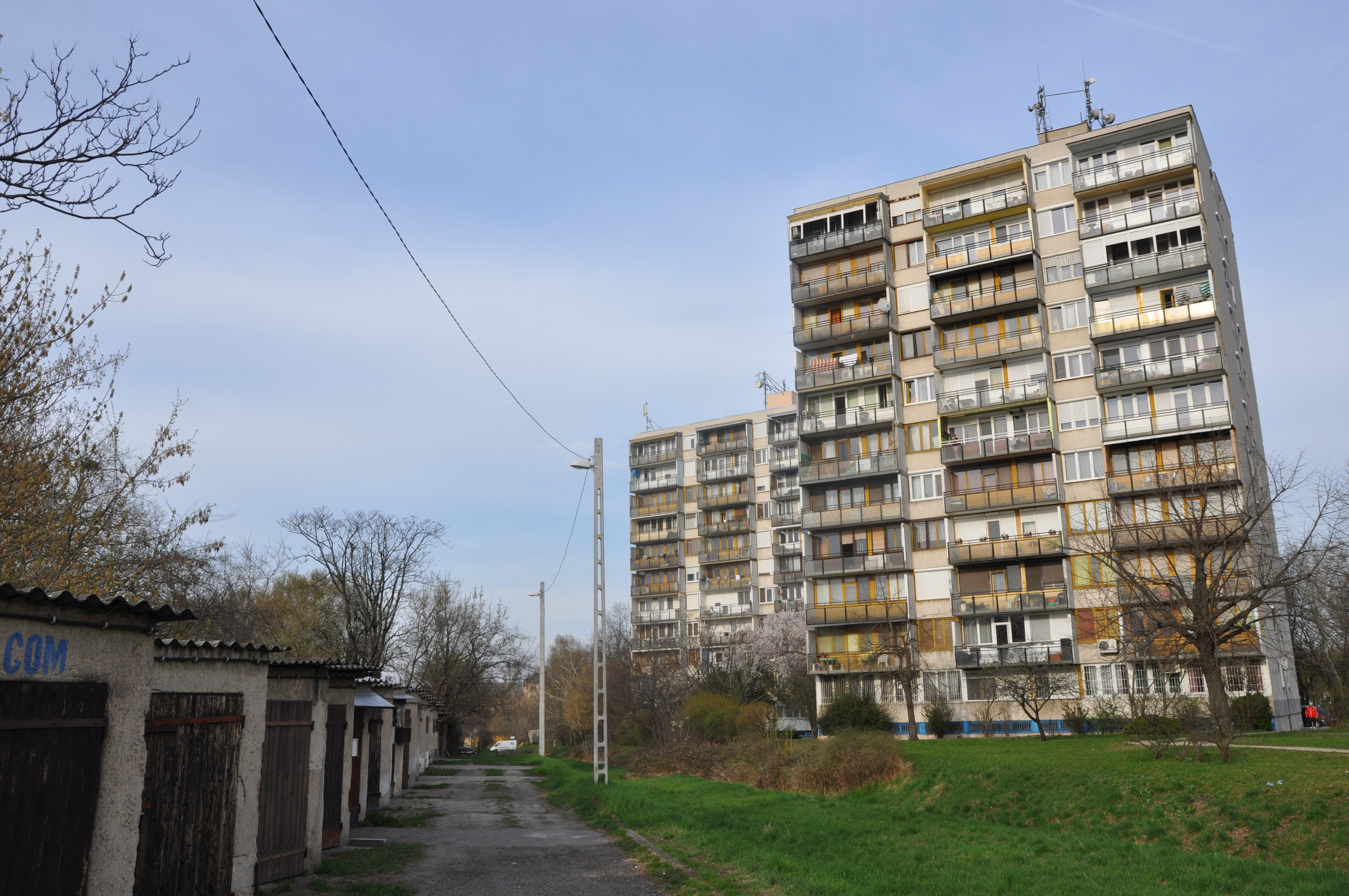
Maláta utca